# Parc del Castell de Montesquiu
El Parc del Castell de Montesquiu és un Espai d'interès natural que forma part de la Xarxa de Parcs Naturals protegits, promoguts i gestionats per la Diputació de Barcelona i està situat a la regió prepirinenca oriental, a l'extrem nord de la comarca d'Osona, i ocupa part dels termes municipals de Montesquiu, Sant Quirze de Besora, Santa Maria de Besora i Sora. El Parc té una superfície de 546,45 hectàrees i el seu territori està dividit en dues parts pel curs del riu Ter. Presenta altituds que varien entre el 580 i els 850 m.

## Paisatge
El paisatge del Parc del Castell de Montesquiu es caracteritza per un relleu travessat per diverses alineacions muntanyoses orientades en un sentit est-oest, entre les quals destaquen la serra de Bufadors i el serrat de la Rovira. La zona comprèn boscos de roures i de pi roig i antigues masies, algunes de les quals s'han habilitat per desenvolupar-hi activitats pedagògiques o per mantenir l'activitat agrària. Amb tot, l'element més característic del Parc és el castell de Montesquiu, que li dona el nom.
El paisatge del Parc ha estat profundament transformat per la mà de l'home. S'hi distingeixen quatre unitats principals: els boscos, els prats, la vegetació de ribera i els conreus. El bosc majoritari és la roureda de roure martinenc. Hi ha grans zones, però, en les quals domina el pi roig. En general, el roure martinenc s'instal·la a les solanes i a les planes, mentre que el pi roig ho fa a les obagues. També hi trobem clapes de vegetació típicament centreeuropea, composta per faigs i til·lers. El bosc és espès i ofereix recer a una gran diversitat de fauna.
La vegetació de ribera es distribueix en forma de franges estretes a la riba dels cursos d'aigua i presenta una gran varietat d'espècies, com l'om, el pollancre, el salze, el vern i el plàtan. La riquesa faunística d'aquest ambient és també força notable.
Els conreus, distribuïts al voltant de les principals masies de la zona, són dedicats fonamentalment al farratge i al cereal. A les vores del Ter s'estenen feixes dedicades al cultiu d'hort.

## Història i ocupació humana
Lloc de pas entre les muntanyes del Ripollès i la Cerdanya i les planes d'Osona, l'àmbit del Parc ha estat idoni per a l'establiment humà des d'èpoques molt antigues. Els testimonis arquitectònics més notoris es remunten a l'alta edat mitjana. El mateix castell de Montesquiu, l'esglesiola de Sant Moí, les restes del camí de Llaers, el pont de les Codines o les evidències de les primitives strada constitueixen els elements més significatius de l'edificació medieval al Parc.
Si bé certes masies com les Codines, les Planeses, la Casanova, Sant Moí, la Solana o la masoveria del castell tenen un origen medieval, totes elles van ser objecte de transformacions importants, o van ser construïdes de bell nou, durant el segle xviii.
El castell de Montesquiu és el monument més notable del Parc. Està documentat des del segle xiii. El seu origen sembla trobar-se en una petita talaia de planta rectangular, encara conservada en les estructures actuals del castell, que probablement fou bastida entre els segles x i xi. El castell és un gran casal d'origen medieval amb afegits i modificacions d'èpoques posteriors. Utilitzat durant l'edat mitjana pels senyors de Besora va estar sempre vinculat al castell de Besora, avui totalment en ruïnes. A principis del segle XX sofreix les principals modificacions que li confereixen la fesomia actual. Cedits pel seu darrer propietari, Emili Juncadella, l'any 1976, el castell i la finca passen a ser propietat de la Diputació de Barcelona, la qual ha dut a terme la rehabilitació de l'edifici per tal de garantir-ne la conservació, revaloritzar-ne els continguts arquitectònics i històrics i adaptar part de les seves estances com a centre de recursos i convencions.

## Patrimoni construït

### El castell de Montesquiu
Es té constància documental de la seva existència des del segle xiii. El seu origen sembla poder trobar-se en una petita guàrdia o talaia de planta rectangular, probablement fou bastida entre el segle x i el segle xi. Es troba vinculat al castell de Besora, veritable centre de poder del terme durant la baixa edat mitjana. Al segle xvii, de mans de Lluís de Descatllar, el casal (castell) sofreix importants modificacions d'ampliació, es realitzen millores interiors i s'amplia la façana N. A principi del segle xx, sofreix les principals modificacions que li confereixen la fisonomia actual. L'any 1976, el darrer propietari, Emili Juncadella, cedí a la Diputació de Barcelona el castell i la finca. Actualment, s'ha adaptat l'edifici per tal que sigui visitable i s'hi puguin desenvolupar activitats pedagògiques, reunions, seminaris.

### El pont de les Codines
Aquest pont es troba a 2 km del poble de Montesquiu, al PK 0,800 de la carretera BV-4655.

### L'ermita romànica de Sant Moí
Aquesta ermita, també anomenada Esglesiola de Sant Moí, es troba al costat de la masia del mateix nom, al terme municipal de Santa Maria de Besora (l'accés més curt és per la Farga de Bebié). És una construcció preromànica (o d'un romànic molt primitiu), probablement edificada al final del segle x. Aquesta petita construcció es compon d'una breu aula rectangular coberta amb estructura de fusta i un absis de planta semicircular molt peraltada.

### Les masies
De les etapes històriques medievals no en resta cap exemple d'arquitectura domèstica o agrícola. Si bé, certes masies com les Codines, les Planeses, la Casa Nova, Sant Moí, la Solana o, fins i tot, la masoveria del Castell poden tenir un origen medieval. Totes van ser objecte de transformacions molt importants durant el segle xviii o totalment reconstruïdes al llarg del segle passat, com la Casa Nova i la Solana. Cal destacar el notable interès tipològic de les construccions auxiliars, que a la comarca s'anomenen badius, caracteritzades pel gran arc de mig punt que en presideix la façana principal.

## Activitats econòmiques
Part de la població que viu en l'àmbit del parc treballa en explotacions agràries de caràcter familiar amb pastures per al bestiar. La cacera es practica també per tot el Bisaura, especialment la del senglar.

## Agermanaments
El 5 de novembre de 1998, a Montesquiu es va signar el protocol d'agermanament entre el poble de Montesquieu de la Gersiore (França) i el Montesquiu català.
El 30 d'abril de 2000, es va segellar a Montesquiu el compromís per mantenir llaços permanents entre tots dos pobles, unir tots els esforços i contribuir a la pau, la prosperitat i la solidaritat universal.